# Priscorrhina
Priscorrhina is een geslacht van kevers uit de familie bladsprietkevers (Scarabaeidae). Het geslacht werd voor het eerst wetenschappelijk beschreven in 1984 door Krikken.

## Soorten
- Priscorrhina velutina Krikken, 1984